# Mangua caswell
Mangua caswell är en spindelart som beskrevs av Forster 1990. Mangua caswell ingår i släktet Mangua och familjen Synotaxidae. Inga underarter finns listade i Catalogue of Life.